# Huanzhulouzhu
Li Shoumin (xinès tradicional: 李壽民Wade-Giles: Li Shou-min; 1902–1961), més conegut pel seu sobrenom Huanzhulouzhu (xinès tradicional: 還珠樓主Wade-Giles: Huan-chu-lou-chu, literalment 'Propietari de l'Edifici que Retorna la Perla'), va ser un novel·lista wuxia i xianxia de Sichuan.
La seva novel·la de 1946 Espases dels Salzes (柳湖俠隱), una preqüela de la seva obra mestra Llegenda de l'Espadatxí de les Muntanyes de Shu (zh), va ser la primera novel·la wuxia traduïda a l'anglès.
Algunes pel·lícules i sèries basades en la seva obra són:
- Zu: Els guerrers de la Muntanya Màgica (pel·lícula de 1983 de Hong Kong)
- The Gods and Demons of Zu Mountain (sèrie de televisió de 1990 de Hong Kong)
- The Zu Mountain Saga (sèrie de televisió de 1991 de Hong Kong)
- Zu: La llegenda (pel·lícula hongkonguesa de 2001)
- Legend of Zu Mountain (sèrie de televisió xinesa de 2015)